# 安都郡
安都郡，中国南北朝时设置的郡。
西魏改辅剑郡置安都郡，属始州。治所在武功县（今四川剑阁县西南八十里武连镇南五里武功桥）。辖境约当今四川省剑阁县西南一带。北周明帝时武功县改为武连县，隋文帝开皇三年（583年）废安都郡，武连县属始州。